# 超ネバギバDANCE
「超ネバギバDANCE」（ちょうネバギバダンス）は、超特急の12枚目のシングル。2017年4月26日にSDRから発売された。

## 概要
前作「Yell」から約1年2ヶ月ぶり、アルバム「Dramatic Seven」からも約半年ぶりのリリースとなるシングル。今作は2012年のCDデビューから5年を迎えたことに由来する記念シングルに位置付けられている。
表題曲「超ネバギバDANCE」は、これまでの超特急の楽曲イメージとして挙げられてきた『カッコいい』と『ダサい』の共存が最大限に押し出された楽曲。トラックではユーロビート・ディスコ・EDMなど様々な音楽ジャンルの特徴を織り込み、一方の歌詞ではグループの目指す方向を声高々に宣言するかのような内容となっている。中でもアートワーク演出においては、日本人アーティストで初めて、ロンドンのキングス・クロス駅にてロケを敢行。ジャケット写真のほか、ミュージックビデオでもロンドンの街並みと共に撮影素材がふんだんに使用されている。
カップリング曲の「gr8est journey」は、本作リリースに伴って開催されるライブツアー『Bullet Train 5th Anniversary Tour 2017「Trans NIPPON Express」』のテーマソングとして制作された楽曲。また、シングルカップリング曲の中で初めて、ミュージックビデオが制作された楽曲にもなった。
通常仕様にあたる『SUPER NORMAL EDITION』のほか、2016年のアリーナ公演「BULLET TRAIN CHRISTMAS ONEMAN SHOW 2016 愛す。in Wonder Land」のダイジェスト映像を収録したBlu-rayと2枚組の『SUPER DELUXE EDITION』など全4形態で発売され、グループでは初のオリコンデイリー・ウィークリー両チャートなど計5チャートで首位獲得を果たした。

## 収録曲
SUPER DELUXE EDITION / SUPER LIMITED EDITION
1. 「超ネバギバDANCE」 – 4:37
作詞・作曲・編曲：ロマンス俱楽部
2. 「gr8est journey」 – 4:16
作詞・作曲：浅利進吾 / 編曲：h-wonder
3. 「PAPAPAPA JUMPERS」 – 4:02
作詞・作曲：ヒゲドライバー / 編曲：ヒゲドライバー、橘亮祐

SUPER NORMAL EDITION
1. 「超ネバギバDANCE」
2. 「gr8est journey」

Blu-ray（SUPER DELUXE EDITIONのみ）
2016.12.24 国立代々木競技場第一体育館LIVE SUPER DIGEST
1. Seventh Heaven
2. Kiss Me Baby
3. 超えてアバンチュール
4. LIBIDO
5. ライオンライフ
6. Beasty Spider
7. Whiteout
8. Yell
9. Fantasy Love Train 〜君の元までつながるRail〜
10. Peace of LOVE
11. Clap Our Hands!

## タイアップ
| 曲名           | タイアップ                                                         |
| -------------- | ------------------------------------------------------------------ |
| gr8est journey | テレビ埼玉ほか「超特急と行く!食べ鉄の旅 台湾編」エンディングテーマ |